# Fun in a Bakery Shop
Fun in a Bakery Shop je americký němý film z roku 1902. Režisérem je Edwin S. Porter (1870–1941). Film trvá zhruba jednu minutu a premiéru měl v dubnu 1902.

## Děj
Film zachycuje pekařova asistenta, jak těstem na chleba zasáhne krysu, která leze po sudu. Těsto se na sud přilepí, což pomocník využije pro vytvarování různých obličejů. Toho si brzy všimne jeho kolega, který ho s nadřízeným za trest převrátí hlavou napřed do sudu s moukou.